# 同色蒜蛇鰻
同色蒜蛇鰻（学名：Allips concolor）為輻鰭魚綱鰻鱺目糯鰻亞目蛇鰻科的其中一種，其种加词“concolor”意为“同色的”。分布於東印度洋的泰國半鹹水水域、海域，棲息深度可達3公尺，體長可達38公分，棲息在底層水域，生活習性不明。